# Песков, Дмитрий Сергеевич
Дми́трий Серге́евич Песко́в (род. 17 октября 1967, Москва, СССР) — российский государственный деятель. Заместитель руководителя Администрации президента Российской Федерации — пресс-секретарь президента Российской Федерации Владимира Путина с 22 мая 2012 года. Действительный государственный советник Российской Федерации 1 класса (2005).
Пресс-секретарь председателя Правительства Российской Федерации Владимира Путина (2008—2012).
После вторжения России на Украину Евросоюз, США, Канада, Япония, Великобритания и ряд других стран ввели против него персональные санкции.

## Ранняя биография и образование
Родился 17 октября 1967 года в Москве в семье студента Сергея Пескова, впоследствии — советского и российского дипломата . Мать - Пескова Надежда Владимировна внучка Колесниковой Н.Н - одной из 26 Бакинских Комиссаров. Отец работал в арабских странах — Египте, Ливии, ОАЭ, и Дмитрий сменил несколько школ, чередуя учёбу на родине и за границей.
В 1983 году окончил московскую спецшколу № 1243 с углублённым изучением английского. После окончания средней школы со второй попытки поступил в Институт стран Азии и Африки (ИСАА) при МГУ.
Во время учёбы в ИСАА его призвали в армию (отсрочка студентам в те годы была отменена почти во всех вузах), где он заболел воспалением лёгких, после чего был освобождён от прохождения службы. С третьего курса работал переводчиком в турецких компаниях. В 1989 году окончил ИСАА по специальности «историк-востоковед, референт-переводчик».
Старший лейтенант запаса.

## Карьера

### На дипломатической работе
С 1989 года работал в системе МИД СССР.
С 1990 по 1994 год — дежурный референт, атташе, затем третий секретарь посольства СССР, а затем Российской Федерации в Турции. С 1994 года по 1996 год работал в центральном аппарате МИД России. С 1996 года по 2000 год — второй, потом — первый секретарь российского посольства в Турции.
В ноябре 1999 года Песков впервые стал телевизионной персоной: во время визита Бориса Ельцина на саммит ОБСЕ в Стамбул он произвёл впечатление на первого президента России в качестве переводчика с турецкого языка и все три дня появлялся вместе с Ельциным в телетрансляциях.

### В пресс-службе В. В. Путина
В 2000 году, после назначения Владимира Путина исполняющим обязанности президента и последующего его избрания президентом, Дмитрий Песков был назначен начальником отдела по связям со СМИ управления пресс-службы администрации президента. Затем был заместителем, первым заместителем начальника Управления пресс-службы президента России, заместителем пресс-секретаря президента. По данным СМИ, Песков выполнял также функции переводчика Путина во время встреч последнего с турецкими руководителями.
9 апреля 2004 года был назначен первым заместителем Алексея Громова (на тот момент пресс-секретаря президента РФ). На новой должности Песков, по словам Громова, должен был заниматься информационно-координационной работой, то есть обеспечивать аппаратное взаимодействие президентской пресс-службы с органами исполнительной власти. Дополнительно за ним закреплялись подготовка крупных информационных проектов, организация больших пресс-конференций и телевизионных «прямых линий» президента, а также взаимодействие с иностранными журналистами. Кроме того, как отмечали СМИ, с этого времени Песков получил право озвучивать позицию главы государства по тому или иному вопросу.
Дмитрий Песков часто даёт официальные комментарии, касающиеся различных событий, к которым имеет отношение или которые затрагивают Владимира Путина. В мае 2007 года некоторые наблюдатели высказывали мнение о том, какие роли играют Песков и тогдашний второй пресс-секретарь Путина Алексей Громов. Они отмечали, что в то время как Громов выполняет функцию «доброго» пресс-секретаря президента, Песков является «злым»: он даёт комментарии по наиболее острой и спорной тематике. По другой версии, активность Пескова объяснялась его возможным предстоящим повышением.
В декабре 2006 года Песков через СМИ сообщил, что российские власти не имеют отношения к смерти близкого к Борису Березовскому экс-офицера государственной безопасности РФ Александра Литвиненко, скончавшегося 23 ноября 2006 года в Лондоне в результате отравления радиоактивным веществом полоний-210. Информация о возможности того, что Литвиненко устранили по приказу из Москвы, сразу же после его смерти появилась в западных СМИ. В частности, Песков заявил, что «невозможно даже представить, чтобы российское правительство могло стоять за убийством», а также, что «это убийство — явная провокация с целью дискредитировать правительство Владимира Путина». Подобную версию высказывали и другие представители российской власти, в том числе помощник президента РФ Сергей Ястржембский и директор Службы внешней разведки (СВР) Сергей Лебедев. Как отмечал в 2009 году историк спецслужб Борис Володарский: «В случае Литвиненко была проведена гигантская операция прикрытия на первом этапе, она проходила под руководством пресс-секретаря Путина Дмитрия Пескова, что уже само по себе говорит о том, на каком уровне отдавался приказ, и на каком уровне происходило исполнение операции». 21 января 2016 года британский судья Роберт Оуэн в Высоком суде Лондона огласил вердикт, где указал на «вероятную причастность» Путина к убийству Литвиненко. Выводы Высокого суда были отвергнуты Песковым, как недоказанные и основанные на предположениях.
13 марта 2007 года Песков, комментируя интервью Березовского британской газете Guardian, в котором тот сообщил о намерении «свергнуть Владимира Путина», заявил, что российские власти рассматривают это высказывание как преступление и надеются на то, что официальный Лондон в связи с этим откажется от продления бизнесмену статуса политического беженца.
16 апреля 2007 года Песков, оценивая действия милиции и ОМОНа во время акций по разгону «Маршей несогласных», устроенных Гарри Каспаровым и Эдуардом Лимоновым, заявил агентству Reuters, что участники протестных маршей не всегда действовали в рамках закона, а представители правоохранительных органов, напротив, обеспечивали законность и порядок, а также старались избежать провокаций. Самих протестующих и их предводителей Песков назвал «ультрарадикалами».
17 апреля 2007 года, выступая в эфире российского телеканала для зарубежной аудитории Russia Today (RTTV), Песков категорически опроверг информацию о возможном третьем сроке президента Путина.
В феврале 2008 года был избран председателем совета директоров МТРК «Мир».

### Контракт с компаниейKetchum
В июне 2006 года исполнял обязанности пресс-секретаря проходившего в Санкт-Петербурге саммита лидеров стран «Большой восьмёрки». За месяц до этого он сообщил, что помогать российским властям в организации саммита будет американская PR-компания Ketchum. Сумму контракта Песков раскрыть отказался (по одним данным, она составляла 2 млн долларов США, по другим — 4 млн фунтов стерлингов). После форума он высоко оценил услуги, оказанные российскому правительству американской фирмой, упомянув, однако, что основная работа была сделана российской стороной. Вскоре Песковым был заключён второй контракт, касающийся «консультаций в области связей с общественностью, лоббирования и помощи в отношениях со СМИ» и направленный на улучшение образа России в США. Агентство также стало оказывать PR-поддержку и в других странах мира. За несколько лет компания получила не менее 20 млн долларов. Однако осенью 2014 года Ketchum прекратила эту работу, поскольку в условиях резко изменившейся международной обстановки и введения Западом санкций против РФ эта деятельность была сочтена неэффективной.

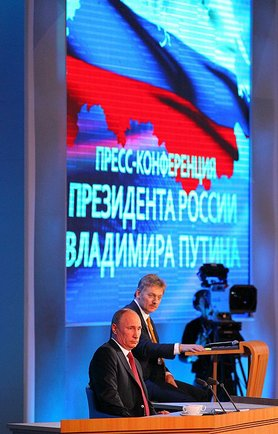
Президент России Владимир Путин и Дмитрий Песков на пресс-конференции, 2012

### Пресс-секретарь председателя Правительства РФ (2008—2012)
23 апреля 2008 года Владимир Путин своим указом ввёл должность пресс-секретаря председателя Правительства России в ранге заместителя руководителя аппарата Правительства России. Одновременно с этим он освободил Дмитрия Пескова от должности первого заместителя пресс-секретаря президента РФ. 25 апреля 2008 года Песков назначен пресс-секретарём председателя правительства Российской Федерации. После официального вступления Владимира Путина в должность председателя Правительства, Песков стал его пресс-секретарём.
В мае 2009 года Дмитрий Песков был включён в состав Совета по развитию отечественной кинематографии при правительстве РФ. Сообщалось, что новый орган под председательством Владимира Путина «будет рассматривать и готовить предложения по государственной поддержке производства, проката, показа отечественной кинопродукции и её распространения за рубежом».

### Пресс-секретарь президента Российской Федерации
В марте 2012 года Владимир Путин одержал победу на выборах главы государства, после чего в третий раз занял пост президента России (в должность вступил в мае того же года). С 22 мая 2012 года Дмитрий Песков — заместитель руководителя Администрации президента Российской Федерации — пресс-секретарь президента Российской Федерации.
С лета 2012 года он стал курировать новое управление Кремля по общественным связям. Новая структура в администрации президента координировала информационную работу органов государственной власти, министерств, ведомств как в стране, так и за рубежом. Управление также занималось вопросами инвестиционной привлекательности России, а также участвовало в информационном сопровождении Олимпиады в Сочи.
В сентябре 2012 года Песков руководил информационным освещением участия Путина на саммите Азиатско-Тихоокеанского форума экономического сотрудничества (АТЭС) во Владивостоке.
В октябре 2016 года Песков, приобретя за 16 лет в Кремле значительный аппаратный вес и опыт во внешнеполитических делах, рассматривался как один из вероятных кандидатов на пост помощника президента РФ по международным вопросам — вместо Юрия Ушакова, карьера которого в связи с возрастом близилась к завершению.
13 июня 2018 года переназначен на должность заместителя руководителя Администрации президента Российской Федерации — пресс-секретаря президента Российской Федерации. По словам Пескова, Путин бывает недоволен его работой как пресс-секретаря и жёстко критикует. Так, например, в марте 2018 года Путин в интервью американскому телеканалу NBC укорил Пескова в том, что тот «иногда несёт пургу», даёт такие публичные комментарии, которые ему никто не поручал.

В ноябре 2022 года в ходе российского вторжения на Украину съездил в Луганск, где встретился с журналистами и местными чиновниками.

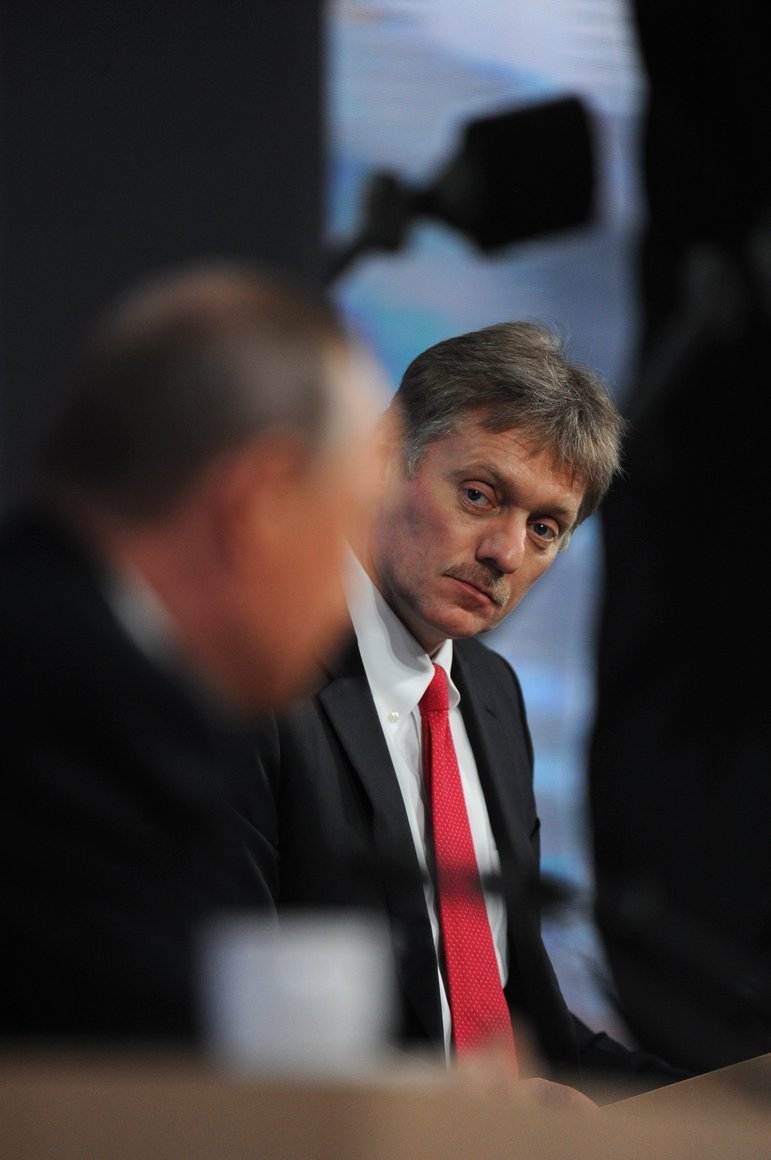
Во время большой пресс-конференции Владимира Путина, 17 декабря 2015

#### Отношение к массовым протестным акциям
Широкий общественный резонанс вызвало заявление Пескова о событиях в окрестностях Болотной площади, связанных с проведением оппозиционного «Марша миллионов» в Москве 6 мая 2012 года. Тогда в ходе столкновений с митингующими пострадали более 30 сотрудников правоохранительных органов и десятки митингующих, более 400 человек были задержаны. Отвечая на вопрос депутата Государственной думы РФ Ильи Пономарёва о его отношении к событиям, произошедшим 6 мая 2012, заявил, что правоохранительным органам необходимо действовать жёстче, «за раненого омоновца надо размазать печень митингующих по асфальту».
Позднее в интервью журналу «Афиша» раздосадованный скандалом Песков признал подлинность реплики о размазанной по асфальту печени, но пояснил, что сказал это в перебранке с Пономарёвым и не ожидал, что депутат обнародует содержание неформального разговора. «Сразу всё вываливать в Twitter — это просто не по-мужицки», — возмутился Песков.
Русская служба Би-би-си в мае 2012 года сообщала, что на тротуарах в Москве появились написанные мелом лозунги «Песков! Наша печень на асфальте!». Фраза Пескова о «размазанной по асфальту печени» цитировалась 10 октября 2012 года в Московском городском суде осуждённой Марией Алёхиной при рассмотрении кассационной жалобы по делу Pussy Riot.
11 мая 2012 года Песков заявил, что лагерь оппозиции на Чистых прудах в Москве незаконен и что он будет разогнан полицией. В том же интервью журналу «Афиша» Песков сформулировал своё официальное отношение к массовым протестным выступлениям. По его убеждению, было бы ошибочно преувеличивать объём и значение этих протестов, но в то же время было бы неверно не обращать на эти протесты внимания, а тем более глупо абстрагироваться от разумных конструктивных требований и предложений. Было бы опрометчиво реагировать на неконструктивные требования и откровенные глупости и непростительно спускать с рук провокации.

#### Полемика вокруг цензуры творчества в России
В октябре 2016 года Песков оказался вовлечён в полемику о цензуре творчества в России и объяснил принцип «госзаказа в искусстве». Общественная дискуссия началась с критики театрального режиссёра Константина Райкина, который на съезде Союза театральных деятелей России возмутился участившимися нападками активистов на выставки и спектакли. Были названы три резонансных в России события: изъятие из репертуара оперы «Тангейзер» в Новосибирском оперном театре, срыв показа в омской опере рок-спектакля «Иисус Христос — суперзвезда», закрытие в московском Центре братьев Люмьер выставки всемирно известного американского фотографа Джока Стёрджеса «Без смущения», включавшей фотографии девочек и девушек из нудистских общин. В этой связи Райкин осудил вмешательство государства, провластных общественных организаций и «групп оскорблённых граждан» в культурную жизнь, прикрывающееся понятиями «Родина», «духовность», «нравственность», охарактеризовал эти явления как «возврат в Россию позорной цензуры сталинского времени».
Недоумение вызвало молчание Кремля по поводу «чудовищных выходок людей, публично ломающих скульптуры и обливающих мочой фотографии». Комментируя претензии Райкина, Песков согласился с недопустимостью цензуры, но в то же время подтвердил особый порядок для постановок и произведений, которые ставятся и снимаются за счёт бюджета: «Государство заказывает произведения искусства на ту или иную тему». Пресс-секретарю Путина возразил кинорежиссёр Андрей Звягинцев в «Коммерсанте», уподобив изложенное Песковым представление Кремля об искусстве вульгарной шутке «Кто девушку ужинает, тот её и танцует». По мнению Звягинцева, своими «заказами» чиновники «оскопляют творческую мысль». Неприятие вызвал и сформулированный Песковым общий принцип госзаказа в искусстве, сводящийся к тому, что чиновники тратят деньги государства на фильмы и спектакли в интересах самого государства. В концепции Пескова лауреата Венецианского и Каннского кинофестивалей поразила забывчивость чиновников, «что это не их деньги, а наши, <налогоплательщиков>… Чиновники решили, что именно они знают, что нужно народу, и на его деньги заказывают свои жалкие поделки».

#### Призывы к нарушению западной интеллектуальной ценности
Дмитрий Песков 25 марта 2023 года поддержал мнение заместителя председателя Совета безопасности РФ Дмитрия Медведева, который «выступил за распространение пиратских копий западной интеллектуальной продукции в Интернете» и признал, что ему скачивают незаконный контент.

## В общественных организациях
С 2010 года — председатель медиасовета Русского географического общества.
С марта 2014 года — председатель попечительского совета Российской шахматной федерации.
В ноябре 2016 года Песков в качестве болельщика посетил Нью-Йорк, где проходил матч за звание чемпиона мира по шахматам, с целью поддержки российского претендента Сергея Карякина.
Член президиума Российского совета по международным делам (РСМД).

## Детали
Песков, кроме родного — русского языка, владеет турецким, арабским и английским языками. Увлекается теннисом, лыжами, бегом. По собственному признанию, для поддержания уровня турецкого регулярно читает газеты Hurriyet, Sabah и Cumhuriyet.
В 2013 году публично подтвердил, что симпатизировал ЛДПР с момента основания данной партии, мотивируя это тем, что Жириновский по образованию тоже тюрколог.
По воспоминаниям старшей дочери Пескова Елизаветы, в начале 2000-х годов из-за нужды в деньгах в семье Дмитрий Сергеевич вынужден был подрабатывать по ночам частным извозом. Это утверждение вызвало ряд недоумённых отзывов читателей, учитывая, что в ту пору Песков уже работал в администрации президента Путина.
В феврале 2016 года резонанс СМИ вызвала публикация пользовательницы соцсети Facebook, которая ночью сфотографировала Пескова, сидящего на диване на автомойке в пригороде Москвы в ярко-красных штанах и уггах. Необычный имидж пресс-секретаря Путина породил многочисленные шутки и едкие комментарии. Сам Песков пояснил, что ездит на мойку после работы по ночам, чтобы не стоять в очереди.
В Твиттере существует пародийный канал «Усы Пескова», который российский режиссёр Юлия Меламед в апреле 2019 года назвала «одним из лучших юмористических аккаунтов».
Песков давно хронически страдает астмой, в связи с этим не раз находился в опасном для жизни состоянии. C 12 по 25 мая 2020 года находился в больнице с заражением COVID-19.
В 2024 году принял участие в съёмках документального фильма «Роман Костомаров: Рождённый дважды».

## Санкции
В санкционные списки Евросоюза и США после событий на Украине в 2014 году Песков, в отличие от большинства ближайших соратников Путина, включён не был. В период действия антироссийских санкций не раз выезжал в страны НАТО на отдых и болельщиком на спортивные состязания. Однако в феврале — марте 2022 года, в связи со вторжением России на Украину, Европейский союз, США и ряд других стран ввели персональные санкции против Пескова.
Евросоюз ввёл санкции в отношении Пескова 28 февраля 2022 года «за активную поддержку действий или политики, которые подрывают или угрожают территориальной целостности, суверенитету и независимости Украины, а также стабильности и безопасности в Украине».

Он публично защищал агрессивную политику России в отношении Украины, включая незаконную аннексию Крыма и Севастополя Россией. В своих заявлениях он подчёркивал, что территория Крыма и Севастополя является частью России, что её возвращение Украиной невозможно. Он назвал действия Украины, направленные на прекращение российской оккупации Крыма, территориальными претензиями к России. Он высказался о невозможности переговоров с украинскими властями, отмечая, что они не рассматриваются российской стороной в качестве партнёра. Он заявил, вопреки фактам, что в Донбассе не было российских войск. Он также сообщал, что западные санкции не имеют реального эффекта на Россию. Он пригрозил, что в ответ Россия введёт контрсанкции.— «Официальный журнал Европейского союза», Брюссель, 28 февраля 2022 года
3 марта 2022 года Песков был включён в санкционный список США «российских олигархов, способствующих войне Путина». По данным властей, Дмитрий Песков, будучи в должности пресс-секретаря Путина, «является одним из главных распространителей путинской пропаганды».
15 марта 2022 года Песков, как российский пропагандист, попал под санкции Великобритании. Также под канадские санкции попали: супруга Татьяна Навка, дети Елизавета и Николай Песков.
7 марта 2022 года был включён в санкционный список Канады «близких соратников режима» за его «соучастие в неоправданном вторжении России на Украину». 29 сентября 2022 года в санкционный список Канады попали дети Пескова: Николай и Елизавета.
По аналогичным основаниям, Песков был внесён в санкционные списки Швейцарии, Австралии, Украины, Японии и Новой Зеландии.
С июня под санкциями ЕС находится жена Пескова — Татьяна Навка. 3 июня 2022 года Евросоюз ввёл персональные санкции против его сына Николая и дочери Елизаветы.

## Личная жизнь

### Жёны и дети
Женат. Официально состоит в третьем браке. Отец 5 детей (троих сыновей и двух дочерей).
В первом браке с Анастасией Будённой (1968—2012) — внучкой советского полководца Семёна Будённого — в 1990 году родился сын Николай. Согласно расследованию ФБК, в 2017 году сын Пескова, ныне именующийся Николай Чоулз, нигде не работал, вёл «богемный образ жизни» в Москве, владел квартирой площадью 110 м² на Большой Дорогомиловской улице. Алексей Навальный подсчитал, что за нарушения ПДД Николай Чоулз за год накопил 116 неоплаченных штрафов. Фонд привёл стенограмму английского суда, согласно которой человек с такими же именем и фамилией (Николай Чоулз) был судим в Великобритании и более года провёл в английской тюрьме. Сам Николай Чоулз, ознакомившись с результатами расследования, назвал их «кошмаром» и «провокацией». В 2022 году Евросоюз, США и ряд других стран ввели против него персональные санкции так как он «пользуется богатством и деньгами своего отца». В сентябре 2022 года после объявления частичной мобилизации ведущие YouTube-канала «Популярная политика» под видом сотрудников военных комиссариатов позвонили Николаю с требованием явиться на мобилизационный пункт, в ответ на что тот заявил буквально следующее: «Если вы знаете, что я господин Песков, вы должны понимать, насколько это не совсем правильно, чтобы я там находился». Он же пообещал «решить этот вопрос на другом уровне». Однако 21 апреля 2023 года Евгений Пригожин в интервью военному корреспонденту Александру Симонову заявил, что сын Дмитрия Пескова действительно прошёл службу в ЧВК «Вагнер» в качестве артиллериста в составе расчёта РСЗО «Ураган».
Второй раз 27-летний Песков женился в 1994 году на 18-летней Екатерине Солоцинской (род. 1976), дочери дипломата Владимира Солоцинского. Второй брак длился до 2012 года, когда пара развелась, по словам экс-супруги, из-за измены мужа. Екатерина работала косметологом. Теперь она живёт в Париже, где имеет собственную квартиру, занимается благотворительностью и сотрудничает с фондом «Франко-российский диалог». От второго брака есть дочь Елизавета (род. 1998) и два сына — Мик и Дени. Елизавета живёт в Париже, где окончила школу-интернат и обучается маркетингу, часто приезжает в Москву, с 23 июня по 29 августа 2017 года работала советником президента компании «Аванти» (Ассоциация предпринимателей по развитию бизнес-патриотизма, создана чеченским предпринимателем и политиком Умаром Джабраиловым по молодёжному предпринимательству). В октябре 2021 года Елизавета выступила с критикой законодательства об «иностранных агентах» за то, чтобы решение о причислении СМИ к иноагентам принимались в судебном порядке при наличии широкой доказательной базы, а не Минюстом совместно с МИДом. Она отметила, что среди изданий, которые она читает, в основном СМИ — «иноагенты». В феврале 2022 года на фоне российского вторжения на Украину опубликовала в соцсетях хештег #нетвойне, который потом удалила. В 2022 году Евросоюз, США и ряд других стран ввели против неё персональные санкции отмечая, что «она стажировалась у члена Европарламента, который публично поддержал попытку России аннексировать украинский Крым» и «демонстрирует в социальных сетях, что ведёт роскошный образ жизни». После прихода Песковой в 2021 году в московское рекламное агентство «Центрум», выручка компании выросла с 1,9 млн рублей до почти полумиллиарда рублей. С осени 2022 года собственные проекты Песковой («Лиза и Саша», ИП, «Сперанса ДС») прекратили существование после претензий налоговиков. В июне 2024 года расследовательский проект «Система» обнаружил в онлайн-реестре Национального удостоверяющего центра Казахстана и ряде других баз данных, что полная тёзка Елизаветы Песковой (совпадают и даты рождения) до сентября 2022 года успела получить индивидуальный идентификационный номер (ИИН) в Казахстане для получения государственных и банковских услуг и обходить ограничения Visa и Mastercard. В декабре 2024 года у Елизаветы родился сын.
В 2010 году женатый Песков увлёкся фигуристкой Татьяной Навкой (род. 1975), и у них начался роман. Навка охарактеризовала его как «человека маниакальной педантичности» с «врождённым благородством белогвардейца». 21 августа 2014 года у пары родилась дочь Надежда. В июне 2015 года Песков и Навка поженились, свадьба состоялась 1 августа 2015 года. Свадебная церемония проходила в Сочи в гостинице «Родина-Гранд» — одном из наиболее дорогих отелей города. Медовый месяц Песков, согласно собственному утверждению, провёл в Италии, на острове Сицилия. По версии Фонда борьбы с коррупцией, Песков провёл медовый месяц с Навкой, небольшим кругом друзей и детьми на арендованной яхте Maltese Falcon у берегов Сардинии. В марте 2022 года США и Япония ввели против жены Пескова персональные санкции.
В 2016 году мотоклуб «Ночные волки», с учётом близости Пескова к главе государства, публично предъявил ему требование принять меры к возвращению членов его семьи, проживающих на Западе, обратно на родину — в Россию, а также к отказу их от гражданства иностранных государств.

### Имущество
В 2014 году Песков заработал 9,18 млн рублей, в 2013 году — 9,21 млн рублей. В 2015 году — 36,7 млн рублей, такой размер дохода Песков объяснял вступлением в наследство. Общая сумма декларированного годового дохода Пескова за 2016 год составила 12 млн 813 тыс. руб., его супруги Татьяны Навки 120 млн 815 тыс. руб.; она также имела квартиру в США площадью 126 м². В 2017 году доходы у обоих существенно выросли. У самого Пескова они составили 14,3 млн рублей, заработок супруги — 200,385 млн рублей. В 2018 году Песков заработал 12,795 млн рублей, супруга — 218,6 млн рублей, при этом из её декларации исчезла квартира в США. В 2019 году доход Пескова составил 15 млн рублей, Навки — 236 млн рублей. Также в собственности Пескова автотехника — Mercedes-Benz V250, Kia Ceed, снегоболотоход Can-am.
«…У одних госслужащих почему-то могут быть дорогие часы и недвижимость, явно не сочетающиеся с зарплатой, а у других дорогие часы или золотая ручка становятся вещдоками в уголовном деле».
В августе 2015 года внимание СМИ, в том числе мировых, привлекли наручные часы Дмитрия Пескова: RM 52-01 Skull Tourbillon — эксклюзивная модель швейцарской фирмы Richard Mille. По данным политика и общественного деятеля Алексея Навального, цена этих часов составляет 620 тыс. долларов (около 37 млн рублей по курсу ЦБ РФ на начало августа 2015 года). При этом доходы Дмитрия Пескова за 2014 год, согласно его декларации о доходах, составили немногим более 9 млн рублей. По мнению российской оппозиции и части мировых СМИ, несоответствие цены часов и легальных доходов Пескова является скандалом.
По утверждениям Пескова и Навки, часы являются свадебным подарком невесты, а цена, распространённая в СМИ, не соответствует действительности. По информации друга Пескова и главного редактора радиостанции «Эхо Москвы» Алексея Венедиктова, часы были подарены Навкой за год до свадьбы по случаю рождения дочери.

## Награды
- Орден Почёта (6 августа 2007 года) — за активное участие в работе по обеспечению победы заявки города Сочи на право проведения XXII зимних Олимпийских и XI Паралимпийских игр в 2014 году[108].
- Орден Дружбы (22 ноября 2003 года) — за активную работу по подготовке и проведению международных встреч по случаю 300-летия Санкт-Петербурга[109].
- Орден «Манас» III степени (16 июня 2017 года, Кыргызстан) — за активное участие в развитии кыргызско-российского социально-экономического сотрудничества и укреплении межгосударственных взаимоотношений[110][111].
- Командор ордена «За заслуги перед Итальянской Республикой» (4 октября 2017 года, Италия)[112].
- Орден Полярной звезды (2021 год, Монголия)[113].
- Орден Дружбы (19 января 2009 года, Южная Осетия) — за большой вклад в организацию объективного освещения событий вокруг Южной Осетии в августе 2008 года[114].
- Две благодарности президента РФ (2004, 2007) и благодарность правительства РФ (2009)[9].